# Umjerena kontinentalna klima
Umjerena kontinentalna klima vrsta je klime iz razreda snježno-šumskih klima Köppene podjele koju obilježavajuju oštre zime, kratko proljeće, a toplo i vlažno ljeto. Prevladava u unutrašnjostima kontinenata. Količina oborina opada prema unutrašnjosti kontinenta i prema sjeveru.